# Coua cristata
Coua cristata (лат.) — вид птиц из семейства кукушковых (Cuculidae). Эндемик Мадагаскара, в основном обитает в прибрежных районах острова. К полёту приспособлены слабо, поэтому их часто можно увидеть перепрыгивающими с ветки на ветку в зарослях. Отличается от других представителей рода в основном зеленовато-серой спиной, заметным серым хохолком на голове, белым брюшком и яркими бирюзовыми и голубыми пятнами вокруг глаз. 

## Описание
Взрослая особь достигает длины от 30 до 44 см. Оперение спины зеленовато-серое, белое брюшко, румяная грудь и карие глаза. Длинный хвост фиолетово-голубой с белыми кончиками, клюв чёрный. Отличительные черты — заметный серый хохолок на голове и, как и у всех мадагаскарских кукушек, пёстрые пятна на голой коже вокруг глаз, которые бывают голубыми и бирюзовыми. В полете вид можно отличить по коротким округлым крыльям и длинному хвосту с белым кончиком.
Кроме того, третий палец ноги двусторонний, что помогает ей крепко держаться, когда она прыгает по высоким ветвям. Хотя эти птицы широко распространены в своем ареале, их трудно заметить в дикой природе, поскольку их зеленовато-серая окраска служит им камуфляжем. Половой диморфизм не выражен.
Молодые особи похожи на взрослых, однако они бледнее, имеют более короткий головной гребень и не имеют характерного ярко-синего и бирюзового кольца вокруг глаза.
Птенцы при рождении не имеют оперения и нуждаются в полном родительском внимании для выживания. В это время у них во рту появляются уникальные красно-белые «пятна», которые предположительно используются для указания родителям, куда положить еду. Считается, что эта особенность полезна в тёмное время суток. На этом этапе у них также тёмная кожа и красноватый клюв.

## Таксономия
Coua cristata — один из девяти ныне живущих видов птиц подсемейства Couinae, которое имеет только один род — Coua. Мадагаскарские кукушки — монофилетическая группа эндемичных птиц Мадагаскара.
Выделяют четыре подвида:
- Coua cristata cristata
- Coua cristata dumonti
- Coua cristata pyropyga
- Coua cristata maxima

## Распространение и среда обитания
Coua cristata — эндемики Мадагаскара и самые распространенные представители рода. Хотя численность их популяции неизвестна, считается, что их ареал составляет 562 000 км2 вдоль побережья острова. Встречаются на высоте до 900 м над уровнем моря, но чаще всего их можно увидеть на высоте около 700 м.
Несмотря на то, что в основном обитают в литоральных и лиственных лесах, их среда обитания также включает открытые участки, такие как саванны и заросли. Иногда их можно встретить в мангровых зарослях и на пальмах. Кроме того, обычно избегают лиственных кустарников, предпочитая мозаику лесов и пахотных земель. Как обитатели древесного яруса обычно используют древесный ярус выше пяти метров и гнездятся, в среднем, на высоте около девяти метров от земли.

## Охранный статус
Хотя этот вид имеет статус «Вида, вызывающего наименьшие опасения» из-за стабильной популяции, численность, как полагают, постоянно сокращается из-за потери среды обитания и охоты, но основными естественными хищниками являются фоссы, ястребы и орлы.

## Поведение
Несмотря на способность к полету, Coua cristata — редко можно увидеть в полёте, поэтому чаще всего их можно наблюдать беспокойно прыгающими между ветвями деревьев. Сохраняя равновесие с помощью длинного хвоста и хватаясь за ветки пальцами на ногах, они способны быстро передвигаться. Скрытные, они обычно держатся группами по три-пять особей вне сезона размножения. Не склонны к стайному образу жизни, хотя иногда присоединяются к стаям смешанных видов.

## Размножение и рацион
В период размножения обычно встречаются моногамными парами. В отличие от некоторых других видов кукушек, не являются гнездовыми паразитами, наоборот, и самец, и самка совместно выкармливают птенцов. Пара строит гнездо самостоятельно из веток и прячет его на деревьях или в кустах, чтобы избежать обнаружения хищниками. В кладке два яйца белого цвета, насиживают оба родителя, и оба родителя в равной степени помогают в воспитании птенцов до двухнедельного возраста, когда они покидают гнездо. У Coua cristata низкая плодовитость, но высокая продолжительность жизни взрослых особей (до 15 лет в неволе), поэтому они могут позволить себе небольшой размер выводка. Кроме того, из-за короткого периода выкармливания молодняка они могут иметь несколько кладок за один сезон размножения, который длится с сентября по март.
У Coua cristata всеядная диета, состоящая из членистоногих, фруктов, ягод, улиток, хамелеонов, листьев, семян и прочего. По сути, они питаются всем подходящим по размеру, что находят в окружающей среде